# Mezquita de Ortaköy
La mezquita de Ortaköy o mezquita de Mecidiye (nombre oficial Büyük Mecidiye Camii, Gran Mezquita Imperial del Sultán Abdülmecit), es una mezquita situada en la orilla occidental del Bósforo, en el puerto del cosmopolita barrio de Ortaköy, en Estambul, Turquía.
En el lugar se erigió una mezquita en el siglo XVIII, la actual fue ordenada construir por el sultán Abdülmecit entre 1854 y 1856. Sus arquitectos fueron los armenios Garabet Amira Balyan y Nigoğayos Balyan, padre e hijo, que la diseñaron en estilo neobarroco otomano.
Los sultanes que habitaban en el palacio de Beylerbeyi, en la otra orilla del Bósforo, venían a rezar a esta mezquita en góndola. En el interior hay zonas reservadas para la familia imperial. Los altos ventanales están pensados para dejar pasar la luz del Bósforo, que se refleja en el agua creando un bello efecto. La mezquita está construida en piedra blanca, posee una única cúpula central, decorada con mosaicos rosados y dos altos minaretes. La alquibla está hecha de mármol con mosaicos y el mihrab es de mármol recubierto de pórfido. En el interior hay magníficas muestras de caligrafía realizadas por el propio sultán Abdulmecit, que era un excelente calígrafo.

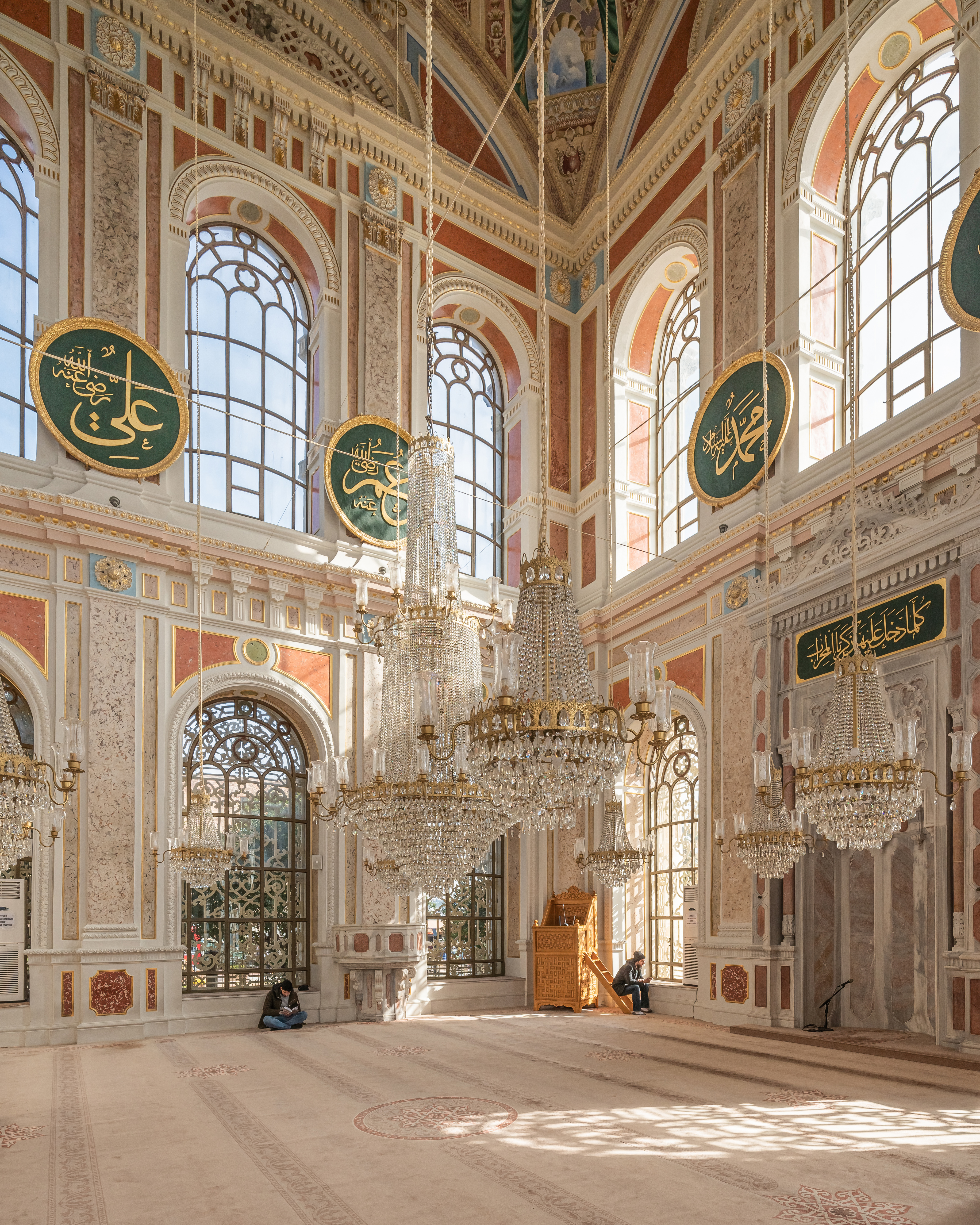
Interior.

- Datos: Q176380
- Multimedia: Ortaköy Mosque / Q176380